# Psittacanthus bergii
Psittacanthus bergii är en tvåhjärtbladig växtart som beskrevs av Kuijt. Psittacanthus bergii ingår i släktet Psittacanthus och familjen Loranthaceae. Inga underarter finns listade i Catalogue of Life.